# Let's Get It On
Let's Get It On — тринадцятий студійний альбом американського соул-співака, автора пісень і продюсера Марвіна Ґея. Він був випущений 28 серпня 1973 року дочірнім лейблом Motown, Tamla Records, на LP.
Запис альбому проходив з червня 1970 по липень 1973 року на студіях Hitsville U.S.A. та Golden World у Детройті, а також на студії Hitsville West у Лос-Анджелесі. Будучи першою спробою Ґея у жанрі фанку, Let's Get It On також включає в себе стилі смут-соулу та ду-вопу, а також сексуальну лірику, що дало підстави одному з критиків описати його як «один з найбільш сексуально заряджених альбомів з усіх коли-небудь записаних». Ґей вкладав ідеї духовного зцілення в пісні про секс і романтику, частково як спосіб впоратися з дитячим насильством з боку свого батька Марвіна Ґея-старшого, яке загальмувало його сексуальність.
Після проривного успіху його соціально свідомого альбому What's Going On (1971), альбом Let's Get It On допоміг утвердити Ґея як секс-ікону і розширив його популярність у мейнстрімі. До нього увійшли три сингли — заголовний трек, «Come Get to This» та «You Sure Love to Ball», які досягли успіху в хіт-параді Billboard. Let's Get It On став найбільш комерційно успішним альбомом у кар'єрі Ґея на лейблі Motown, що призвело до того, що лейбл надав йому більше творчого контролю. Його еротична баладність, мультитрековий вокал та спокусливе фанкове звучання також вплинули на пізніших виконавців і продюсерів R&B, а заголовний трек альбому, зокрема, допоміг започаткувати формати слоу-джему та кваєт-сторму.
У ретроспективі, Let's Get It On розглядається авторами та музичними критиками як знаковий запис у стилі соул. Він сприяв зростанню популярності фанку в 1970-х роках, а м'яке соул-звучання Ґея ознаменувало відхід від попереднього успіху його лейблу з формулою «мотаунського звучання». Серед найвідоміших платівок в історії, він часто з'являється у професійних рейтингах найкращих альбомів і був включений до Зали слави Ґреммі як історично важливий запис. У 2001 році він був перевиданий лейблом Motown у вигляді дводискового делюкс-видання. У 2023 році альбом було перевидано з додатковим матеріалом до його 50-річчя.

## Визнання
В 2003 альбом Марвіна Гея Let's Get It On (1973, Tamla Records) включено до Зали слави премії «Греммі».
У 2004 році журнал Rolling Stone помістив заголовну пісню з цього альбому (" Let's Get It On ") в оригінальному виконанні Марвіна Гея на 167 місце свого списку " 500 найбільших пісень всіх часів " . У списку 2011 пісня знаходиться на 168 місці .

## Список композицій

### Оригінальне видання
| Перша сторона | Перша сторона                    | Перша сторона            | Перша сторона |
| #             | Назва                            | Автор                    | Тривалість    |
| ------------- | -------------------------------- | ------------------------ | ------------- |
| 1.            | «Let's Get It On»                | Marvin Gaye, Ed Townsend | 4:44          |
| 2.            | «Please Stay (Once You Go Away)» | Gaye, Townsend           | 3:32          |
| 3.            | «If I Should Die Tonight»        | Gaye, Townsend           | 3:57          |
| 4.            | «Keep Gettin' It On»             | Gaye, Townsend           | 3:12          |

| Друга сторона | Друга сторона                | Друга сторона                       | Друга сторона |
| #             | Назва                        | Автор                               | Тривалість    |
| ------------- | ---------------------------- | ----------------------------------- | ------------- |
| 1.            | «Come Get to This»           | Gaye                                | 2:40          |
| 2.            | «Distant Lover»              | Gaye, Gwen Gordy, Sandra Greene     | 4:15          |
| 3.            | «You Sure Love to Ball»      | Gaye                                | 4:43          |
| 4.            | «Just to Keep You Satisfied» | Gaye, Anna Gordy Gaye, Elgie Stover | 4:35          |

## Хіт-паради
| Хіт-парад (1973)         | Найвища позиція |
| ------------------------ | --------------- |
| США (Billboard Top LPs)  | 2               |
| США (Billboard Soul LPs) | 1               |
| Хіт-парад (1984)         | Найвища позиція |
| США (Billboard Top 200)  | 127             |

### Списки найкращих альбомів усіх часів
| Bill Shapiro                             | США             | The Top 100 Rock Compact Discs                             | 1991 | *   |
| Blender                                  | США             | The 100 Greatest American Albums of All time               | 2002 | 15  |
| Dave Marsh & Kevin Stein                 | США             | The 40 Best of Album Chartmakers by Year                   | 1981 | 6   |
| Elvis Costello (Vanity Fair, номер 483)  | США             | 500 Albums You Need                                        | 2005 | *   |
| Infoplease.com                           | США             | Must-Have Recordings                                       | 1998 | *   |
| Jimmy Guterman                           | США             | The 100 Best Rock and Roll Records of All Time             | 1992 | 27  |
| Kitsap Sun                               | США             | Top 200 Albums of the Last 40 Years                        | 2005 | 67  |
| Paul Gambaccini                          | США             | The World Critics Best Albums of All Time                  | 1987 | 84  |
| The Recording Academy                    | США             | Grammy Hall of Fame Albums and Songs                       | 2004 | *   |
| Robert Dimery                            | США             | 1001 Albums You Must Hear Before You Die                   | 2005 | *   |
| Rolling Stone (Steve Pond)               | США             | Steve Pond's 50 (+27) Essential Albums of the 70s          | 1990 | 39  |
| Rolling Stone                            | США             | 500 накращих пісень усіх часів                             | 2003 | 165 |
| Vibe                                     | США             | 51 альбомов, представляющих поколение, звучание и движение | 2004 | *   |
| Hot Press                                | Ірландія        | The 100 Best Albums of All Time                            | 1989 | 32  |
| Mojo                                     | Велика Британія | Mojo 1000, the Ultimate CD Buyers Guide                    | 2001 | *   |
| NME                                      | Велика Британія | All Times Top 100 Albums                                   | 1985 | 46  |
| NME                                      | Велика Британія | All Times Top 100 Albums + Top 50 by Decade                | 1993 | 145 |
| The New Nation                           | Велика Британія | Top 100 Albums by Black Artists                            | 2005 | 27  |
| Sounds                                   | Велика Британія | The 100 Best Albums of All Time                            | 1986 | 24  |
| The Times                                | Велика Британія | The 100 Best Albums of All Time                            | 1993 | 58  |
| Time Out                                 | Велика Британія | The 100 Best Albums of All Time                            | 1989 | 3   |
| The Wire                                 | Велика Британія | The 100 Most Important Records Ever Made                   | 1992 | *   |
| Adresseavisen                            | Норвегія        | The 100 (+23) Best Albums of All Time                      | 1995 | 101 |
| Pop                                      | Швеція          | The World's 100 Best Albums + 300 Complements              | 1994 | 101 |
| OOR                                      | Нідерланди      | Albums of the Year                                         | 1973 | 41  |
| VPRO                                     | Нідерланди      | 299 Nominations of the Best Album of All Time              | 2006 | *   |
| Spex                                     | Німеччина       | The 100 Albums of the Century                              | 1999 | 93  |
| Rock de Lux                              | Іспанія         | The 100 Best Albums of the 1970s                           | 1988 | 39  |
| Rock de Lux                              | Іспанія         | The 200 Best Albums of All Time                            | 2002 | 53  |
| (*) designates lists that are unordered. |                 |                                                            |      |     |